# فرودگاه بولآنگ
فرودگاه بولآنگ (به انگلیسی: Bolaang Airport) یک فرودگاه با کد یاتا BJG است . این فرودگاه در کشور اندونزی قرار دارد .